# Privatni pakao 36
Privatni pakao 36 (eng. Private Hell 36) je američka crno-bijela krimi - drama iz 1954. Film, koji je režirao Don Siegel, je bio jedan od zadnjih dugometražnih projekata kompanije Filmmakers, čiji su utemeljitelji bili producent Collier Young i njegova zvijezda a tada i supruga, Ida Lupino.

## Radnja
Dva losanđeleska detektiva, Cal Bruner (Steve Cochran) i Jack Farnham (Howard Duff - budući suprug Ide Lupino), se uvaljuju u velike nevolje, nakon što odluče međusobno podijeliti tisuće dolara, koje su pronašli kod nedavno ubijenog krivotvoritelja. Da bi stvari postale još gore, njihov policijski kapetan im dodjeljuje istragu o nestanku tog istog novca. Pri tome treba napomenuti kako se jedan od prethodno spomenutog dvojca nalazi u vezi s pjevačicom iz noćnog kluba, koja je gladna za novcem. 
Kada Farnham, naposljetku, odluči biti pošten a samim time i predati novac svojim nadređenima, drugi policajac uzima sav novac sebi.

## Glavne uloge
- Ida Lupino kao Lilli Marlowe
- Steve Cochran kao Cal Bruner
- Howard Duff kao Jack Farnham
- Dean Jagger kao kapetan Michaels
- Dorothy Malone kao Francey Farnham
- Bridget Duff kao Bridget Farnham
- Jerry Hausner kao Hausner, vlasnik noćnog kluba
- Dabbs Greer kao Sam Marvin, konobar
- Chris O'Brien kao mrtvozornik

## Druge zanimljivosti
Scene utrka, prikazane u filmu, su bile snimane na kalifornijskom hipodromu Hollywood Park Racetrack, u Inglewoodu.

## Vanjske poveznice
- Privatni pakao 36 u internetskoj bazi filmova IMDb-a